# Provenchère (Górna Saona)
Provenchère – miejscowość i gmina we Francji, w regionie Burgundia-Franche-Comté, w departamencie Górna Saona.
Według danych na rok 1990 gminę zamieszkiwało 216 osób, a gęstość zaludnienia wynosiła 37 osób/km² (wśród 1786 gmin Franche-Comté Provenchère plasuje się na 531. miejscu pod względem liczby ludności, natomiast pod względem powierzchni na miejscu 736.).